# Roman Heger
Roman Jarosław Heger (ur. 1909 w Busku, zm. 1993 w Krakowie) - artysta malarz, major wywiadu Armii Krajowej.

## Życiorys
W latach 1931–36 studiował malarstwo na Akademii Sztuk Pięknych w Krakowie u Władysława Jarockiego i Ignacego Pieńkowskiego. W roku 1939 został asystentem na ASP.
W czasie II wojny światowej walczył w Związku Walki Zbrojnej, był majorem wywiadu AK.
Za tę działalność w roku 1946 został skazany wyrokiem sądu wojskowego na karę śmierci, którą później zamieniono na 10 lat więzienia we Wronkach. Zwolniony i zrehabilitowany w roku 1956. Później został adiunktem na krakowskiej ASP, a w roku 1963 docentem. Uczył rysunku i malarstwa na wydziale Rzeźby. W roku 1980 przeszedł na emeryturę.
W roku 1959 wspólnie z Alojzym Siweckim wystawiał obrazy na Wystawie w sali gimnastycznej Gimnazjum w Jaśle.